# Ichneumon (insecto)
Ichneumon es un género de avispas parasíticas de la familia Ichneumonidae. Son endoparásitos de orugas. Las hembras adultas pasan el invierno y buscan huéspedes en la primavera.

## Especies seleccionadas
Este género incluye cerca de 270 especies. Entre otras:
- Ichneumon eumerus (Wesmael, 1857)
- Ichneumon extensorius (Linnaeus 1758)
- Ichneumon insidiosus (Wesmael, 1844)
- Ichneumon nyassae (Heinrich, 1967)
- Ichneumon rubriornatus (Cameron, 1904)
- Ichneumon sarcitorius (Linnaeus, 1758)
- Ichneumon tottor (Thunberg, 1822)
- Ichneumon unicinctus (Brullé, 1846)

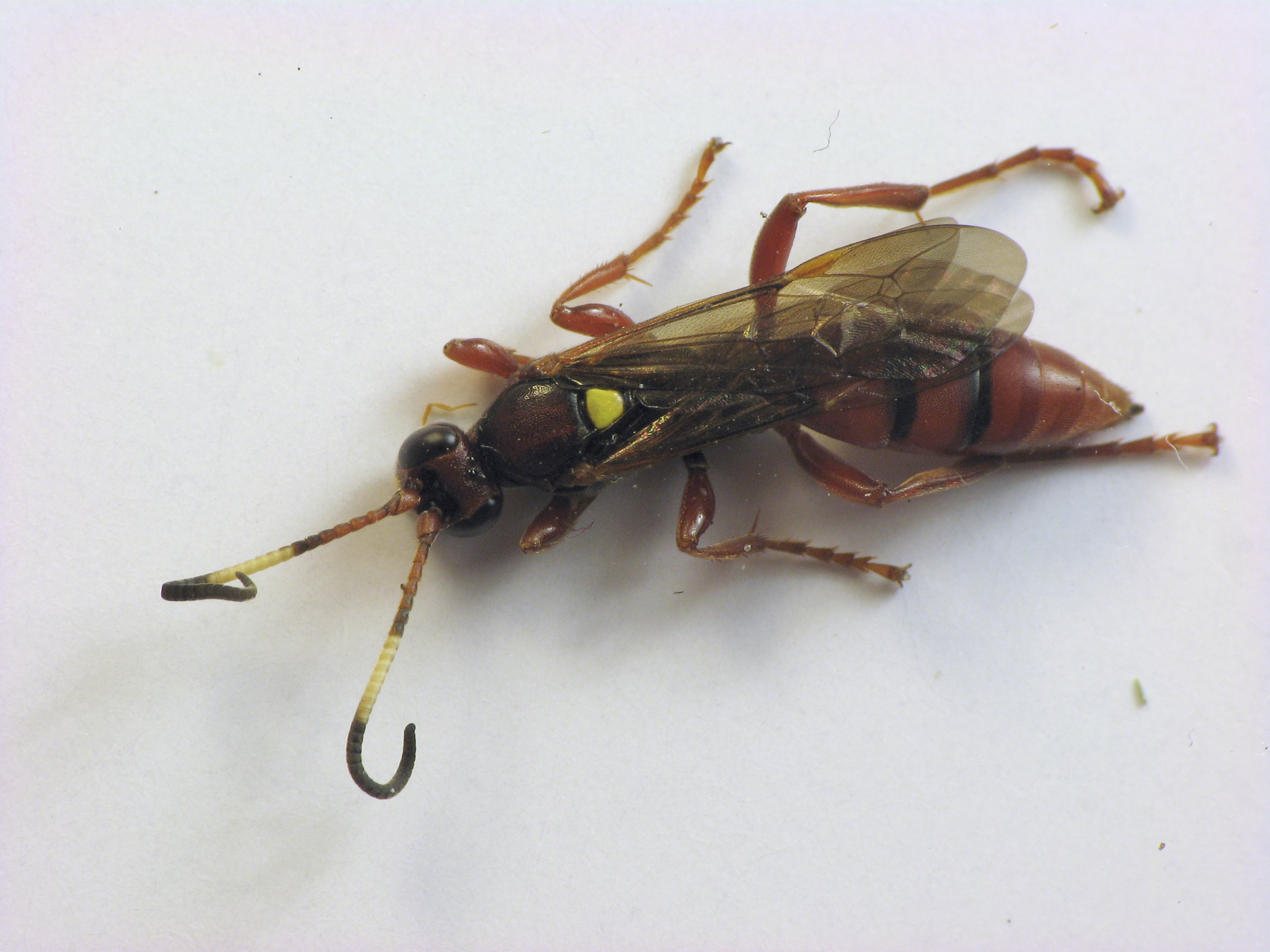
Ichneumon laetus hembra
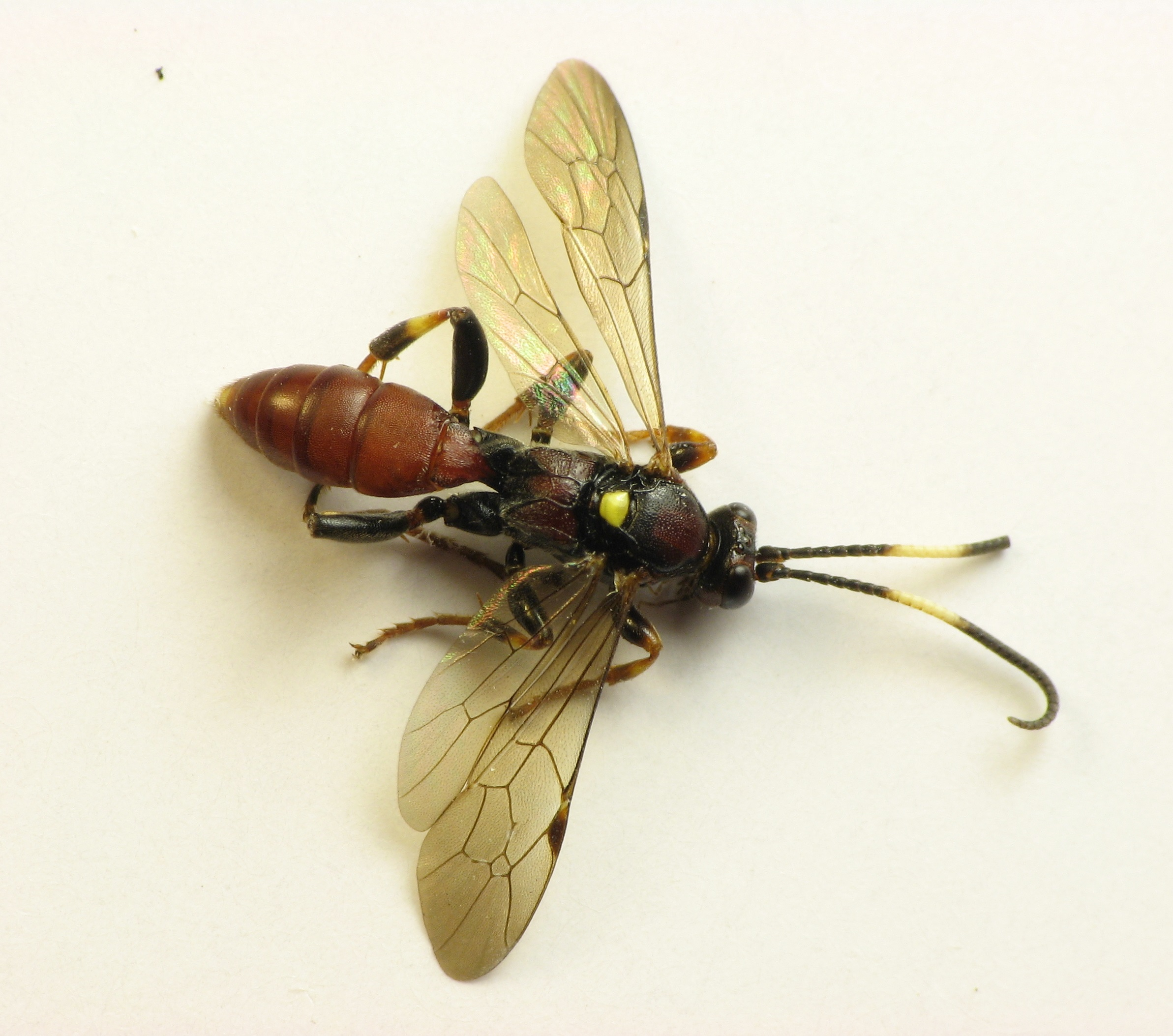
Ichneumon ultimus hembra
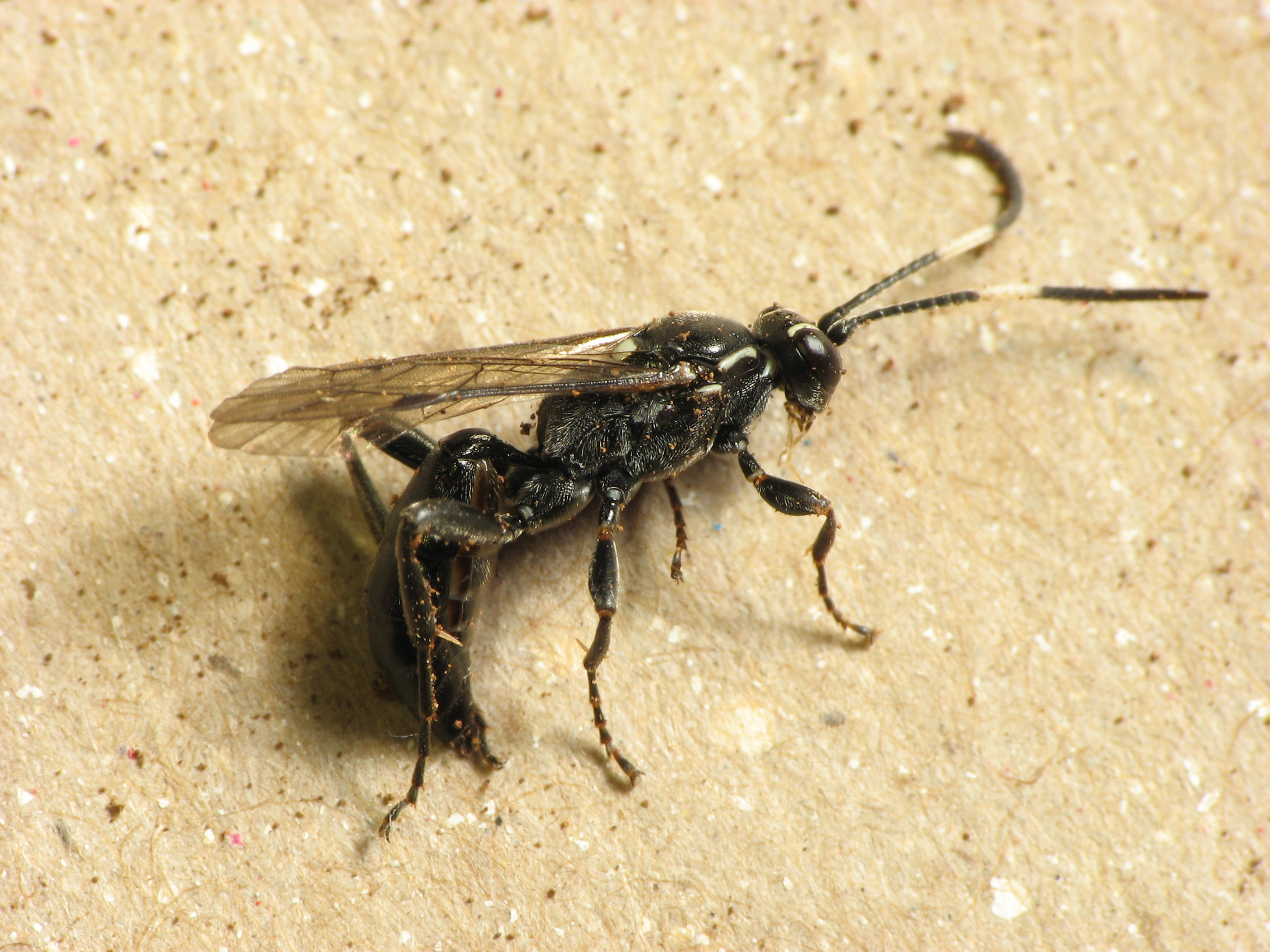
Ichneumon mendax hembra